# Сніг у Флориді

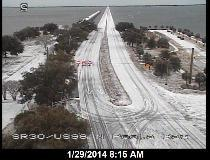
Вид з камери Департаменту транспорту Флориди на Бейбл-Брис в далекій північній Флориді після зимового шторму 28-29 січня 2014 року майже всі вулиці були засніжені. Значну частину міста Панхандла вкрила ожеледь (від замерзлого дощу та снігу).

Для американського штату Флорида сніг є рідкісним явищем, особливо в центральних та південних частинах штату. За винятком сходу і району Джексонвілла, у більшості великих міст Флориди ніколи не було зафіксовано схожих опадів; натомість спостерігались лише сильні пориви вітру. За даними Національної служби прогнозу погоди, у Флорида-Кіс та Кі-Вест ніколи не випадав сніг. У Маямі і Палм-Біч, а також у районі Форт Маєрс, існує лише одна згадка про снігопади в січні 1977 р.

## Загальний опис
Через низьку географічну широту та субтропічний клімат у Флориді, температура повітря недостатньо холодна, щоб спровокувати сильний снігопад, тим паче довготривалий. Загалом, тут частіше можна спостерігати мороз, який виникає за температури 32 °F (0 °C) на 2 м (7 футів) над рівнем моря, безхмарне небо та відносну вологість вище 65%. Як правило, для снігопаду, полярний струмінь має рухатись на південь через Техас в напрямку Мексиканської затоки, коли холодний фронт переміщається з південної частини штату на північний схід, що формує фронтальні хмари з холодного повітря.Хоча легкий снігопад відбувається декілька разів кожного десятиліття через північний хребет, більша частина штату лежить в південних широтах, що занадто далеко від холодних континентальних повітряних мас, які формують снігопади у решті частини країни. Середньо-статистичний коефіцієнт місячного снігопаду у більшості районів Флориди дорівнює нулю. Єдині райони, що лежать в континентальних широтах Сполучених Штатів і мають цю відмінність, — це південний Техас (поруч з провінцією МакАллен) та прибережні території на півдні Каліфорнії.
Більшість інформації про снігопади у Флориді до 1900 р. можна знайти в кліматологічних записах, наданих Національною метеорологічною службою США в Джексонвілі; зареєстровані випадки снігу в інших регіонах знайти досить важко. Перший снігопад у Флориді було зафіксовано в 1774 році; через свою непристосованість до таких погодних умов, жителі Джексонвіля назвали сніг тоді «надзвичайним білим дощем». Перше Біле Різдво (засніжене Різдво) в історії Північно-Східної Флориди було результатом снігопаду 23 грудня 1989 року.

## Хронологія подій
Більшість снігопадів спостерігались в далекій північній Флориді та районі Джексонвілл. За даними Національної служби погоди, рекордний снігопад для міста Джексонвілль становив 1,9 дюйма (4,8 см) 12 лютого 1899 року. У Тампі рекордний снігопад 0,2 дюйми (5,08 мм) було зафіксовано 18 січня 1977 року.
Завдяки великій кількості населення та розвиненим мережам зв'язку, снігопади спостерігаються набагато частіше останнім часом. Тому нижченаведену хронологію снігопадів слід розглядати з обережністю, оскільки спостережені закономірності можуть не відображати фактичні кліматичні тенденції. Крім того, слід також враховувати можливу наявність помилок. Зрештою, багато повідомлень наведених нижче є не «офіційними» і базуються на оголошеннях з газет та ЗМІ, особистих спостереженнях та історіях жителів міст.

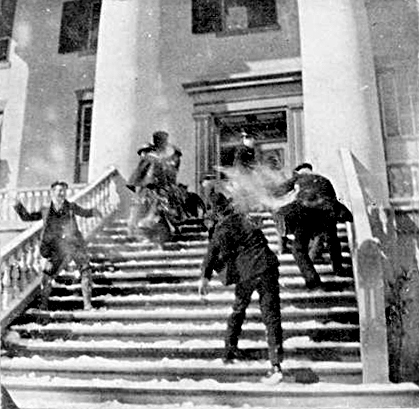
Діти грають у сніжки на сходинках Феодосійського капітолію, лютий 1899 р

### Події XXI століття

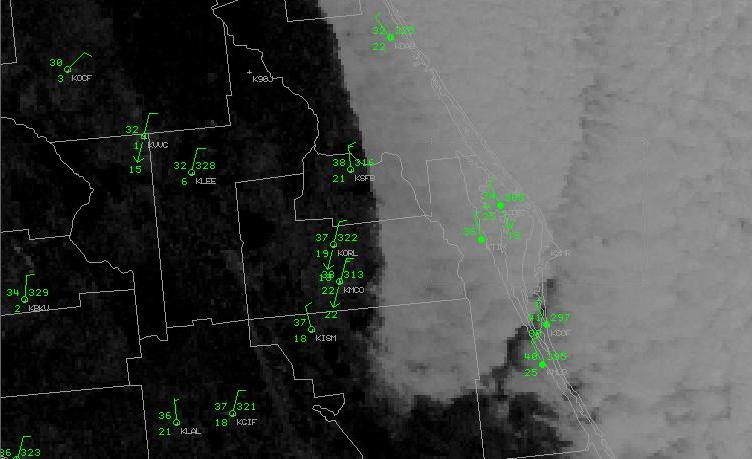
Знімок з супутника (Флорида) станом на 24 січня 2003 року

- 25 грудня 2004 р: У місцях вздовж узбережжя Флориди сніжить.[5]
- 12 лютого 2010 р: Частини північно-західної Флориди відчувають снігопад приблизно (1 дюйм (25 мм)).
- 14 лютого 2010 р: 0,5 дюйми (13 мм) снігу на північних теренах Ескамбії, Санта-Роси, Уолтона та Окалоза.
- 8 грудня 2010 року: Мокрий сніг на північному заході штату.[6]
- 26 грудня 2010 року: Мокрий сніг у Джексонвілі, про що йшлося в повідомленні Національної служби погоди.
- 28 грудня 2010 р.: В сніжному районі Східного округу Гіллсборо в 1:00 та 5:00 за місцевим часом на додачу до холодного туману спостерігався легкий снігопад.
- 9 січня 2011 р.: Звіт повідомляється в районі Пенсакола, а також в інших місцях в округах Ескамбія та Санта-Роса. Не було накопичення.
- 3 березня 2013 року: у Панхандлі, зокрема навколо пляжу Панама-Сіті, були виявлені снігові пориви
- 24-25 січня 2014 року: сніг та легкий сніг повідомляються в округах Ескамбія, Санта-Роза та Окалоза[7]. Дуже легкий сніг повідомляється в кількох місцях навколо Джексонвіля.[8]Прогноз погоди на 28-29 січня 2014 року передбачав випадіння більше ніж 1 дюйма снігу на північному заході Флориди.

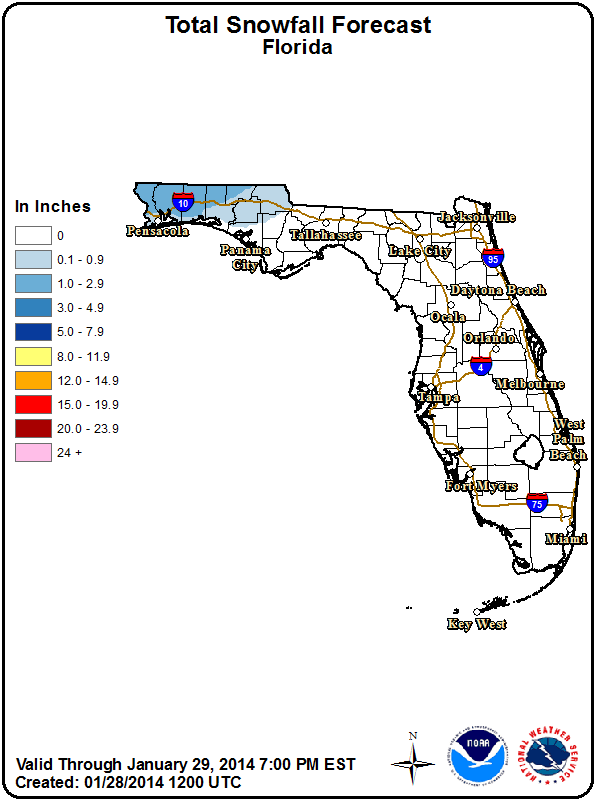
Прогноз погоди на 28-29 січня 2014 року передбачав випадіння більше ніж 1 дюйма снігу на північному заході Флориди.

- 28-29 січня 2014 року. Зимовий шторм. Через небезпечне накопичення льоду Флорида патруль і FDOT закрили кілька мостів у Панхандлі та застерегли населення від несуттєвих подорожей. Багато державних та місцевих органів влади були закриті упродовж всього дня. З 1 до 9:30 вечора 28-го числа, 21 633 покупці Gulf Power втратили владу в певний момент. 28 січня в Англії Пенсакола була 31 °F (-1 °C) з сильним дощем, тоді як Іммокалі, біля Форт Маєрса, становила 86 °F (30 °C). 28 січня на вулицях Пенсакола можна було побачити поняд 1,8 дюйми (46 мм) снігу. Міжнародний аеропорт Пенсакола було закрито о 9:17 вечора 28 січня, і не планувалося його знову відкривати до кінця 29-го числа.
- 8 січня 2015 р.: Снігові шквалі повідомляються в різних місцях навколо Джексонвіля.
- 22-23 січня 2016 року. Снігові пориви повідомляються вздовж узбережжя штату Флорида, далеко на південь від району Джексонвілля, а також на південь від району Гейнсвілл.
- 8-9 грудня 2017 року: снігопад в різних місцях у західній частині Флорида Панхандл. Північне місто Ескамбія побачило до 2 дюймів (51 мм) снігу. Снігові пориви надходили аж до Дестіну і Мірамар Біч.
- 2-3 січня 2018 року. Зимовий шторм призвів до снігу та зимової суміші (замерзаючи дощем, снігом та льодом) через північну Флориду з Таллахассі на околиці Джексонвіля.
- 17 січня 2018 року: снігопад спостерігається у частинах Флорида Панхандл. Сніг впав у Креств'ю та Дефуніак-Спрингс, а при замерзанні дощ падав на Форт-Уолтон Біч.[9]